# 國王喬治五世站
國王喬治五世站（英語：King George V DLR station），因鄰近國王喬治五世碼頭而得名的車站。車站自2005年起，成為國王喬治五世支線的臨時終點站。2009年起，該支線延至伍力奇阿仙奴站。
車站位於倫敦第3收費區。

## 位置
在2005年12月前，碼頭區輕鐵只能經景寧鎮站，向東南駛往皇家維多利亞站。自05年12月起，列車可經新開通的英王佐治五世支線續向南行。

## 建造
2005年12月，英王佐治五世站落成並投入服務。

## 列車班次
每十分鐘一班列車前往倫敦市中心的銀行站。乘客如要前往銀行站，需乘搭列車到景寧鎮站，轉乘貝克頓支線列車前往波普勒站。再從波普勒站轉乘南北向支線列車至銀行站。

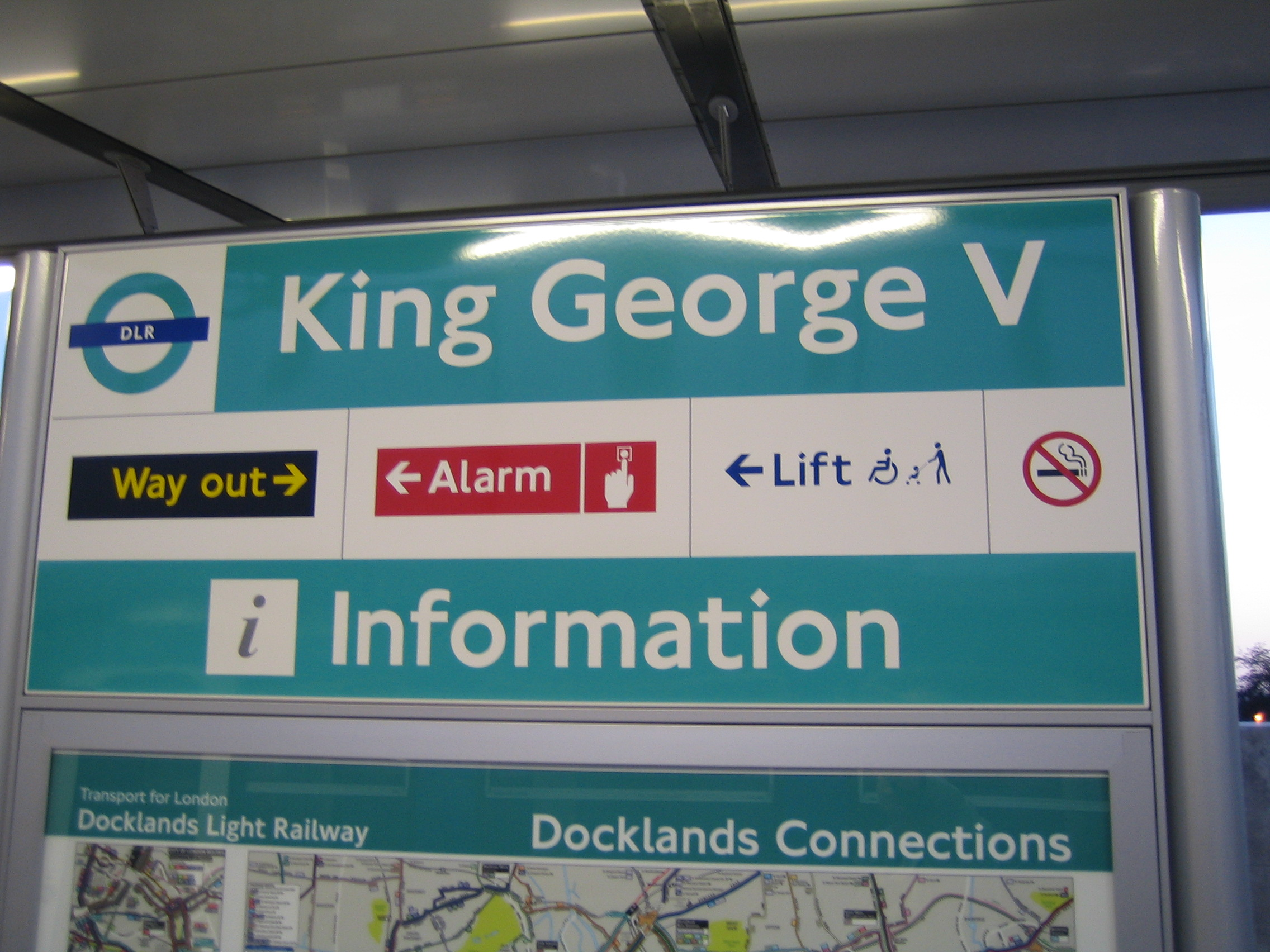
國王喬治五世站

## 外部連結
- 國王喬治五世站車站指南
- Docklands Light Railway website - King George V station page（页面存档备份，存于）

51°30′07.1″N 0°03′46″E / 51.501972°N 0.06278°E